# Харитатос, Вангелис
Вангелис Харитатос (англ. Vangelis Peter Haritatos, род. 8 апреля 1986, Квекве) — зимбабвийский бизнесмен и политик, с 2018 года занимавший пост заместителя министра земель, сельского хозяйства, водных ресурсов, климата и расселения в сельских районах и член Палаты собрания Зимбабве от Музвезве. Харитатос является членом правящей партии ZANU-PF, а его отец, Питер Харитатос, ранее был депутатом от той же партии.

## Ранние годы и образование
Харитатос родился 8 апреля 1986 года в Медицинском центре Редклифф в Квекве, Зимбабве. Его отец эмигрировал из Греции в 1950-х годах. Он учился в начальной школе Eiffel Flats, средней школе Джеймсон и международной школе Хараре. Он учился в Университете Джона Кабота в Италии по специальности «международные отношения и международная экономика». В этот же период выполнял совместную программу с Уэльским университетом. Он окончил Университет штата Канзас в США в 2007 году со степенью бакалавра гуманитарных наук в области политики и степенью бакалавра наук в области экономики. Харитатос также получил степень в области делового администрирования.

## Политическая карьера
Харитатос является членом ZANU-PF с 2002 года и участвует в молодёжной лиге партии. В 2007 году он был назначен окружным молодёжным секретарём по транспорту округа 13 ныне несуществующего избирательного округа Мхондоро. В 2008 году он был назначен заместителем министра по делам молодёжи земель провинции Западный Машоналенд, поскольку он вошёл в провинциальный комитет. В 2009 году он был назначен провинциальным молодёжным секретарём по финансам и проработал на этом посту до 2013 года.
В 2018 году его отец Питер, тогда действующий депутат от Музвезве, отказался баллотироваться на переизбрание, и Вангелис Харитатос был выбран кандидатом ZANU-PF, победив с большим перевесом голосов 30 июля 2018 года. Он был приведён к присяге в качестве члена парламента 5 сентября и был избран заместителем министра земель, сельского хозяйства, водных ресурсов, климата и расселения в сельских районах 11 сентября президентом Эммерсоном Мнангагва.

## Личная жизнь
Харитатос живёт в Кадоме со своей женой и детьми. Раньше он владел пекарней и кондитерской.